# .bs
.bs és el codi territorial d'Internet de primer nivell (ccTLD) per a les Bahames. És administrat per la Universitat de les Bahames.

## Segon nivell de dominis
Hi ha cinc dominis de segon nivell:
- com.bs: Entitats Comercials
- net. bs: Proveïdors de Xarxa
- org.bs: Organitzacions no comercials
- edu.bs: Centres d'ensenyament
- gov.bs: Ministeris Governamentals i Agències

L'espai de noms de domini .gov.bs està gestionat pel DIT del Ministeri de Finances de les Bahames.